# Paul W. S. Anderson
Pour les articles homonymes, voir Paul Anderson et Anderson.
 (mai 2021).
Si vous disposez d'ouvrages ou d'articles de référence ou si vous connaissez des sites web de qualité traitant du thème abordé ici, merci de compléter l'article en donnant les références utiles à sa vérifiabilité et en les liant à la section « Notes et références ».
Paul William Scott Anderson, né le 4 mars 1965 à Newcastle upon Tyne est un réalisateur, producteur et scénariste britannique.
Anderson a fait ses débuts au cinéma avec le film indépendant britannique Shopping. Il connait un succès commercial avec son deuxième film Mortal Kombat, basé sur les deux premiers jeux vidéo du même nom de Midway Games. Il est surtout connu comme la voix créative derrière les six premiers films d'action en direct de la série de films Resident Evil (2002-2016), qui met en vedette Milla Jovovich (qu'il a épousée en 2009), et est basé sur la série de jeux vidéo Capcom du même nom. Les six premiers films d'action réelle de la série, dont Anderson en ont réalisé quatre, ont collectivement rapporté plus d'un milliard de dollars dans le monde entier. D'autres films notables d'Anderson sont Event Horizon, le vaisseau de l'au-delà, une déception critique et commerciale initiale qui a trouvé une nouvelle appréciation dans les médias domestiques. Alien vs. Predator, basé sur le concept croisé du même nom entre les franchises Alien et Predator. Course à la mort, un remake/préquelle de La Course à la mort de l'an 2000. Et la catastrophe historique romantique épique Pompéi.

## Biographie
Il œuvre principalement dans la science-fiction et a participé à plusieurs adaptations de jeux vidéo.
Il fait ses débuts avec le violent Shopping avec Sean Pertwee, Jude Law et Sadie Frost en vedettes, qui interprètent des voleurs casseurs de vitrines. Le film est censuré en Angleterre et aux États-Unis, et est uniquement diffusé en vidéo.
Anderson écrit et réalise Mortal Kombat, adaptation du jeu culte, qui connaît un certain succès et fait connaître son réalisateur du grand public. Il refuse de diriger la suite, Mortal Kombat : Destruction finale, qui est un échec commercial et critique.
Paul W. S. Anderson enchaîne avec Soldier avec Kurt Russell, écrit par David Webb Peoples et qui lorgne vers Blade Runner, puis dirige Event Horizon, le vaisseau de l'au-delà (Event Horizon), un film d'horreur spatial clairement influencé par Alien ou Hellraiser. Celui-ci reçoit un accueil timide qu'Anderson attribue aux coupes imposées par les producteurs.
Avec un budget plus réduit, Paul Anderson s'attelle à la série Resident Evil avec Milla Jovovich dans le rôle principal ; il en réalise le premier volet. Il écrit et réalise dans la même période Alien vs Predator dont l'histoire se situe au croisement chronologique des deux fameuses sagas (après Predator 2 mais avant Alien).
Après le succès du premier Resident Evil, la production décide d'en mettre un second en chantier. Paul Anderson ne le réalise pas, mais il participe au scénario et à la production. Ce deuxième volet, toujours avec Milla Jovovich, s'intitule Resident Evil: Apocalypse (sorti en 2004). Il réitère ses exploits toujours en tant que scénariste et producteur en 2007 avec le 3e volet censé être le dernier et intitulé Resident Evil: Extinction.
Il produit une autre adaptation de jeu vidéo culte en 2007, Dead or Alive. Puis en 2008 il réalise Course à la mort, avec Jason Statham, remake de La Course à la mort de l'an 2000 sorti en 1975.
Il revient à la réalisation d'un film Resident Evil avec le 4e opus, Resident Evil: Afterlife (2010), le seul de la franchise en 3D. Ce film réunit une nouvelle fois sa femme à la ville, Milla Jovovich, mais aussi Ali Larter et Wentworth Miller.
Après Resident Evil: Afterlife, Paul Anderson s'est attelé à la réalisation du film Les Trois Mousquetaires (2011). L'accueil est mitigé, mettant en cause le travail de la société distributrice, trop occupée avec Twilight chapitre 4. La colère le pousse à assurer lui-même la promotion au Japon, en compagnie de sa femme.
Il prépare ensuite Resident Evil: Retribution. Il enchaîne par la suite avec le péplum Pompéi (2014), au succès mitigé, puis écrit et réalise Resident Evil : Chapitre final (2016).
Après Resident Evil, il adapte une autre série de jeux vidéo de Capcom, Monster Hunter. Il dirige à nouveau sa compagne Milla Jovovich. Monster Hunter sort en 2020.
En février 2021, il est annoncé que son prochain film sera une adaptation de la nouvelle In The Lost Lands de George R. R. Martin.

### Vie privée
Paul Anderson est, depuis le 22 août 2009, le mari de l'actrice Milla Jovovich, ils sont les parents de trois filles : Ever Gabo, née le 3 novembre 2007 à Los Angeles, de Dashiel Edan, née le 1er avril 2015 à Los Angeles et de Osian Lark Elliot, née le 2 février 2020.

## Filmographie
Sauf indication contraire, les informations mentionnées dans cette section peuvent être confirmées par la base de données cinématographiques IMDb,  présente dans la section « Liens externes ».

### Réalisateur

#### Cinéma
- 1994 : Shopping
- 1995 : Mortal Kombat
- 1997 : Event Horizon, le vaisseau de l'au-delà (Event Horizon)
- 1998 : Soldier
- 2002 : Resident Evil
- 2004 : Alien vs. Predator
- 2008 : Course à la mort (Death Race)
- 2010 : Resident Evil: Afterlife
- 2011 : Les Trois Mousquetaires (The Three Musketeers)
- 2012 : Resident Evil: Retribution
- 2014 : Pompéi (Pompeii)
- 2016 : Resident Evil : Chapitre final (Resident Evil: The Final Chapter)
- 2020 : Monster Hunter
- 2024 : In the Lost Lands

#### Télévision
- 2000 : Vision parallèle (The Sight)
- 2006 : Drift (pilote non diffusé)
- 2018 : Origin (série télévisée - 3 épisodes)

### Scénariste
- 1994 : Shopping
- 2002 : Resident Evil
- 2004 : Alien vs. Predator
- 2004 : Resident Evil: Apocalypse d'Alexander Witt
- 2007 : Resident Evil: Extinction de Russell Mulcahy
- 2008 : Course à la mort (Death Race)
- 2010 : Resident Evil: Afterlife
- 2012 : Resident Evil: Retribution
- 2016 : Resident Evil : Chapitre final (Resident Evil: The Final Chapter)
- 2020 : Monster Hunter

Histoire uniquement
- 2010 : Death Race 2 de Roel Reiné
- 2013 : Death Race: Inferno (Death Race 3: Inferno) de Roel Reiné
- 2018 : Death Race: Anarchy (Death Race: Beyond Anarchy) de Don Michael Paul
- 2024 : In the Lost Lands de lui-même

### Producteur
- 2002 : Resident Evil
- 2004 : Resident Evil: Apocalypse d'Alexander Witt
- 2005 : The Dark de John Fawcett
- 2006 : DOA: Dead or Alive de Corey Yuen
- 2007 : Resident Evil: Extinction de Russell Mulcahy
- 2008 : Course à la mort (Death Race)
- 2009 : Pandorum de Christian Alvart
- 2010 : Resident Evil: Afterlife
- 2010 : Death Race 2 de Roel Reiné
- 2011 : Les Trois Mousquetaires (The Three Musketeers)
- 2012 : Resident Evil: Retribution
- 2013 : Death Race: Inferno (Death Race 3: Inferno) de Roel Reiné
- 2014 : Pompéi (Pompeii)
- 2016 : Resident Evil : Chapitre final (Resident Evil: The Final Chapter)
- 2018 : Death Race: Anarchy (Death Race: Beyond Anarchy) de Don Michael Paul
- 2020 : Here Are the Young Men d'Eoin Macken (producteur délégué)
- 2020 : Monster Hunter
- 2024 : In the Lost Lands